# Donovaly

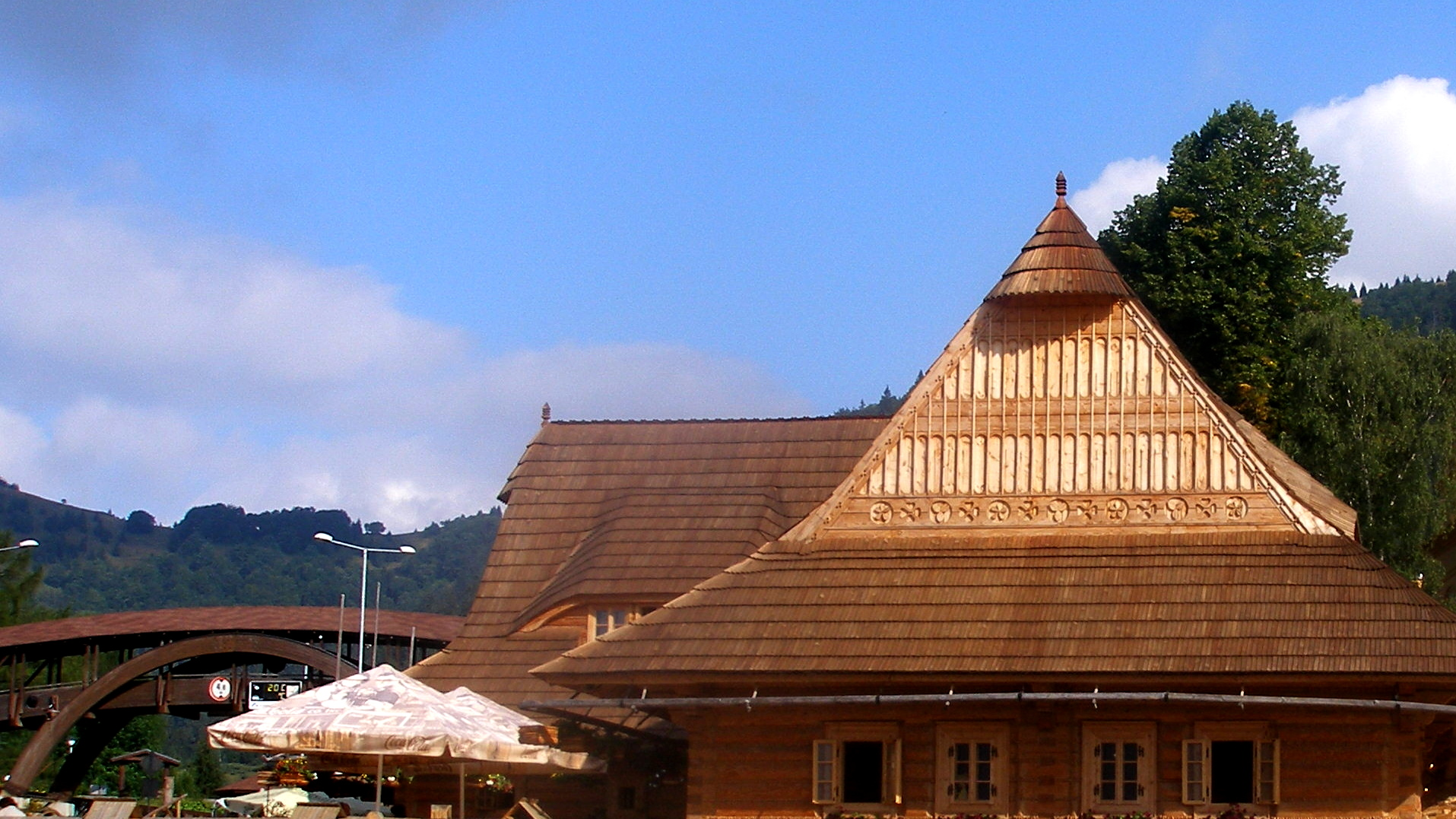
Restaurant im Zentrum von Donovaly

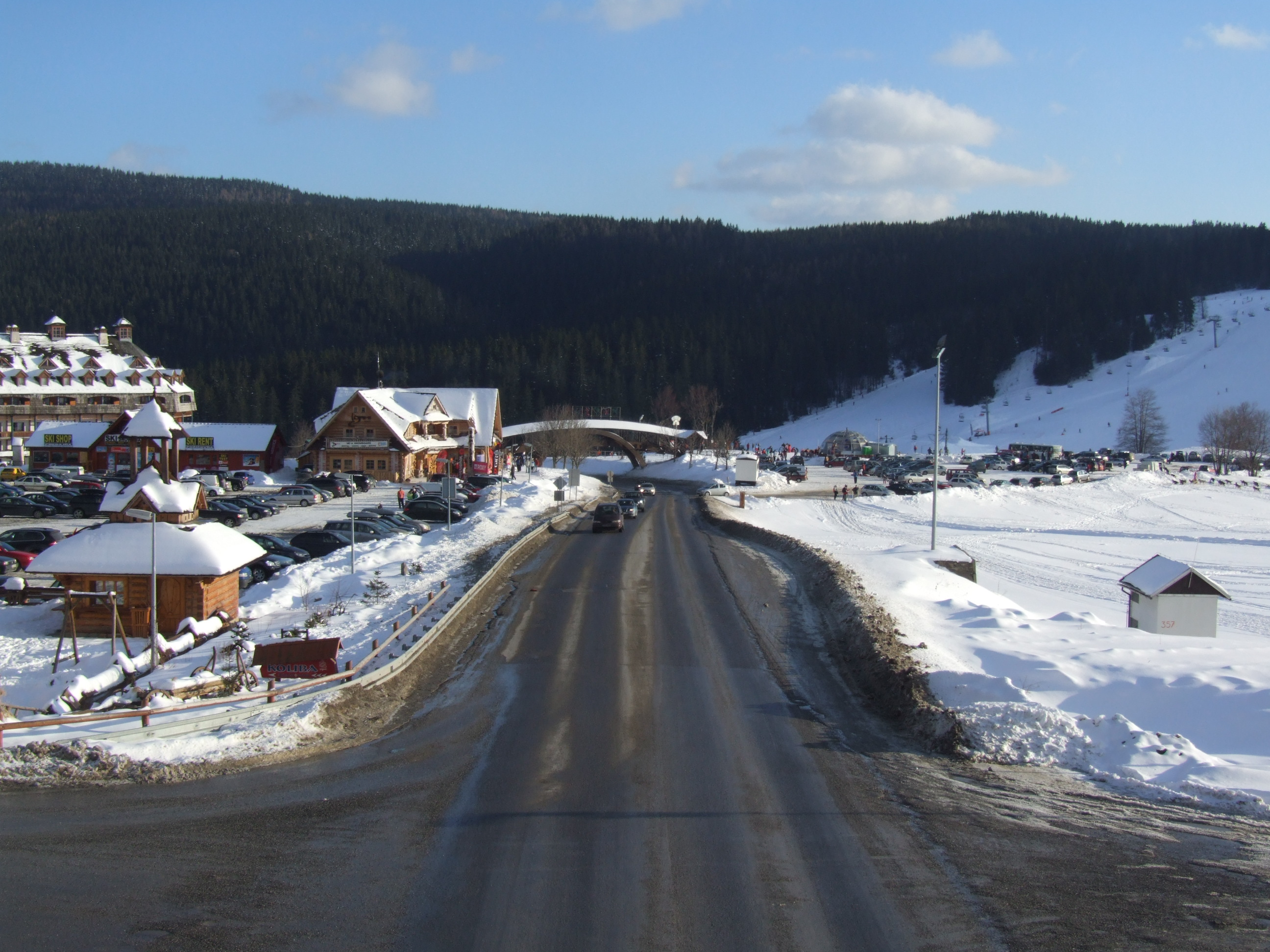
Hauptstraße 59 in Donovaly

Donovaly (ungarisch Dóval – bis 1882 Donoval) ist eine Gemeinde in der Mittelslowakei. Sie liegt zwischen den Gebirgen Starohorské vrchy, Niedere Tatra und Große Fatra, etwa 26 km von Banská Bystrica und Ružomberok entfernt. Der Gebirgspass, auf dem der Ort liegt, trägt den gleichen Namen.
Die Gemeinde, welche aus sieben weit auseinanderliegenden Köhleransiedlungen zwischen 1618 und 1820 entstand, wurde schriftlich 1702 zum ersten Mal als Donnovall erwähnt. Die ersten Siedlungen, damals deutsche Gründungen, erhielten jeweils die Namen des Köhlermeisters, der sie betreute. Ihre heutigen Namen sind Donovaly, Hanesy, Sliačany, Mišúty, Mistríky, Polianka sowie die nach 1808 eingemeindete Ansiedlung Bul(l)y. Das vom Holzreichtum der Umgebung lebende Dorf wurde zu Beginn des 20. Jahrhunderts zu einem Touristenort, aber erst die Verlegung der Passstraße vom Veľký Šturec hierher machte ihn bekannt. Vor allem als Wintersportort ist er sehr beliebt. Die Skisaison dauert von November bis Ende März oder Anfang April, wobei auch Hundeschlittenrennen stattfinden.
Die Häuser des Ortes, welche eine große verglaste Veranda haben, weichen deutlich von der üblichen Bauweise der Umgebung ab und zeigen starke alpenländische Einflüsse.

## Veranstaltungen
Traditionell werden Schlittenhundeveranstaltungen durchgeführt. So wurden auch schon Europa und Weltmeisterschaften ausgetragen.

## Bevölkerung
| Jahr                | 1994 | 2004     | 2014     | 2024     |
| ------------------- | ---- | -------- | -------- | -------- |
| Anzahl der Personen | 138  | 153      | 222      | 283      |
| Unterschied         |      | +10,86 % | +45,09 % | +27,47 % |

| Jahr                | 2023 | 2024 |
| ------------------- | ---- | ---- |
| Anzahl der Personen | 283  | 283  |
| Unterschied         |      | +0 % |